# Sinan Kurt (ur. 1995)
Sinan Kurt (ur. 2 marca 1995 w Moers) – niemiecki piłkarz tureckiego pochodzenia, występujący na pozycji środkowego pomocnika w tureckim klubie Adana Demirspor.